# Chiesa dello Spirito Santo (Allai)
La chiesa dello Spirito Santo è un edificio religioso situato ad Allai, centro abitato della Sardegna centrale. Consacrata al culto cattolico è sede dell'omonima parrocchia e fa parte dell'arcidiocesi di Oristano.
Edificata nel Cinquecento in stile tardo gotico ha subito negli anni diversi rifacimenti. Rimane della fabbrica iniziale il sontuoso portale, il grande rosone, e parte dell'interno. L'aula presenta navata unica scandita da archi a sesto acuto terminante con presbiterio coperto da volte a crociera.